# بوتیریل فسفات
بوتیریل فسفات (به انگلیسی: Butyryl phosphate) با فرمول شیمیایی C۴H۹O۵P یک ترکیب شیمیایی با شناسه پاب‌کم ۲۶۶ است. که جرم مولی آن ۱۶۸٫۰۸۵ g/mol می‌باشد. 